# Boronia adamsiana
Boronia adamsiana är en vinruteväxtart som beskrevs av Ferdinand von Mueller. Boronia adamsiana ingår i släktet Boronia och familjen vinruteväxter. Inga underarter finns listade i Catalogue of Life.